# امیرآباد حق ندر
امیرآباد حق ندر، روستایی از توابع بخش مرکزی شهرستان سلسله در استان لرستان ایران است.

## جمعیت
این روستا در دهستان یوسف وند قرار دارد و براساس سرشماری مرکز آمار ایران در سال ۱۳۸۵، جمعیت آن ۲۳۸ نفر (۴۳خانوار) بوده‌است.